# Beyond the Apocalypse
Beyond the Apocalypse — второй студийный альбом норвежской блэк-метал-группы 1349, выпущенный 19 апреля 2004 года на лейбле Candlelight Records.

## Отзывы критиков
| Оценки критиков | Оценки критиков |
| Источник        | Оценка          |
| --------------- | --------------- |
| AllMusic        | [ 1 ]           |

Алекс Хендерсон из AllMusic описал альбом как «грязный, резкий, крышесносный взрыв скандинавского блэк-дэт-метала, в котором отсутствует даже малейший след утончённости».

## Список композиций
| №                   | Название                  | Длительность |
| ------------------- | ------------------------- | ------------ |
| 1.                  | «Chasing Dragons»         | 6:31         |
| 2.                  | «Beyond The Apocalypse»   | 4:01         |
| 3.                  | «Aiwass-Aeon»             | 3:32         |
| 4.                  | «Nekronatalenheten»       | 4:30         |
| 5.                  | «Perished In Pain»        | 3:57         |
| 6.                  | «Singer Of Strange Songs» | 7:30         |
| 7.                  | «Blood Is The Mortar»     | 3:52         |
| 8.                  | «Internal Winter»         | 7:41         |
| 9.                  | «The Blade»               | 5:58         |
| Общая длительность: | Общая длительность:       | 47:32        |

## Участники записи
- Ravn — вокал, ударные в песне «The Blade»
- Archaon — гитара
- Tjalve — гитара
- Seidemann — бас-гитара, фисгармония
- Frost — ударные